# Tráfico de pessoas
O tráfico humano é o comércio de seres humanos, mais comumente para fins de escravidão sexual, trabalho forçado ou exploração sexual comercial, tráfico de drogas ou outros produtos; para a extração de órgãos ou tecidos, incluindo para uso de barriga de aluguel e remoção de óvulos; ou ainda para cônjuge no contexto de um casamento forçado.
O tráfico humano deu mais de 31,6 bilhões de dólares do comércio internacional por ano em 2015 e é pensado para ser uma das atividades de maior crescimento das organizações criminosas transnacionais. O tráfico de pessoas é condenado como uma violação dos direitos humanos por convenções internacionais e está sujeito a uma diretiva da União Europeia.

## Visão geral

### Definição
Embora o tráfico humano possa ocorrer em diversos níveis e locais, há implicações transnacionais, como reconhecido pelas Nações Unidas no Protocolo para a Prevenção, Repressão e Punição ao Tráfico de Pessoas, em especial Mulheres e Crianças (também referida como o Protocolo do Tráfico), um acordo internacional no âmbito da ONU Convenção das Nações Unidas contra o Crime Organizado Transnacional, que entrou em vigor em 25 de Dezembro de 2003. o protocolo é um dos três que completam o tratado. O Protocolo do Tráfico é o primeiro instrumento global legalmente vinculativo sobre o tráfico há mais de meio século, e é o único com uma definição consensual sobre o tráfico de  pessoas. Um dos seus objetivos é facilitar a cooperação internacional na investigação e repressão desse tipo de tráfico além de proteger e assistir às vítimas do tráfico humanos, com pleno respeito pelos seus direitos, conforme estabelecido na Declaração Universal dos Direitos Humanos. O Protocolo do Tráfico, possui 166 partes, e define o tráfico humano como:
(a) [...] o recrutamento, o transporte, a transferência, o alojamento ou o acolhimento de pessoas, recorrendo à ameaça ou uso da força ou a outras formas de coação, rapto, fraude, ao engano, ao abuso de autoridade ou de situação de vulnerabilidade ou à entrega ou aceitação de pagamentos ou benefícios para obter o consentimento de uma pessoa que tenha autoridade sobre outra, para fins de exploração. A exploração incluirá, no mínimo, a exploração por prostituição de outrem ou outras formas de exploração sexual,  trabalho forçado ou serviços, escravidão ou práticas análogas à escravidão, servidão ou a remoção de órgãos; 

(b) O consentimento de uma vítima do tráfico de pessoas para a exploração descrito na alínea (a), do presente artigo é irrelevante quando qualquer um dos meios previstos na alínea (a) têm sido utilizados; 

(c) O recrutamento, o transporte, a transferência, o alojamento ou o acolhimento de uma criança para fins de exploração serão considerados "tráfico de pessoas", mesmo que isso não envolva qualquer um dos meios referidos na alínea (a), do presente artigo; 

(d) “Criança” entende-se qualquer pessoa com menos de 18 anos de idade.

### Receita
Em 2004, a receita total anual do tráfico de pessoas foi estimada entre US$ 5 bilhões e US$ 9 bilhões.
Em 2005, Patrick Belser da OIT estimou um lucro anual global de US 31,6 bilhões. Em 2008, as Nações Unidas estimaram que cerca de 2,5 milhões de pessoas de 127 países diferentes estão sendo traficadas para 137 países ao redor do mundo. Em 2012 a Organização Internacional do Trabalho estimou que 20,9 milhões de pessoas são vítimas de trabalho forçado.

## Tráfico de crianças
O tráfico de crianças envolve o recrutamento, transporte, transferência, abrigo ou recebimento de crianças para fins de exploração. A exploração sexual comercial de crianças pode assumir muitas formas, inclusive forçando uma criança à prostituição ou de outras formas de atividade sexual ou através de pornografia infantil. A exploração infantil também pode envolver trabalho ou serviços forçados, escravidão ou práticas similares à escravidão, a servidão, a remoção de órgãos, adoção internacional ilegal, o tráfico para casamento precoce, recrutamento como soldados, para uso na mendicância ou como atletas (como jogadores de futebol), ou o recrutamento para cultos.

## Tráfico de Órgãos
Tráfico de Órgãos é uma forma de tráfico humano. Pode acontecer das mais variadas formas. Em alguns casos, a vítima consentiu dar um órgão. Em outros casos, a vítima aceitou vender seu órgão em troca de dinheiro/bens, mas não é paga (ou pagam menos que o acordado). Finalmente, a vítima pode ter seu órgão removido sem seu conhecimento (geralmente quando a vítima é tratada de outro problema de saúde, real ou fraudado).Trabalhadores migrantes, moradores de rua e pessoas analfabetas são particularmente vulneráveis a esse tipo de exploração. Tráfico de órgãos é um crime organizado, envolvendo vários cúmplices.
- O recrutador
- O transportador
- A equipe médica
- O intermediário
- O comprador

Interessados em tráfico de órgãos normalmente procuram por rins. O tráfico de órgãos é lucrativo pois em muitos países há longas filas de espera de pacientes esperando por transplante.
Em 2004, no Brasil, aconteceu a Operação Bisturi da Polícia Federal. Essa operação investigou um esquema internacional envolvendo Israel, África do Sul e Brasil. No mesmo ano, a Câmara dos Deputados também investigou o mesmo tema com uma CPI. Os chefes da quadrilha eram ex-policiais israelenses e, em parceria com policiais militares e médicos de Pernambuco, recrutavam pessoas periféricas do Recife que aceitassem vender um dos rins. Os criminosos pagavam até vinte mil dólares por cada rim, a cirurgia era realizada na África do Sul. Mais de 30 pessoas foram indiciadas pelo crime, inclusive as vítimas, que após a cirurgia, muitas vezes se tornavam recrutadores.

## Tráfico sexual

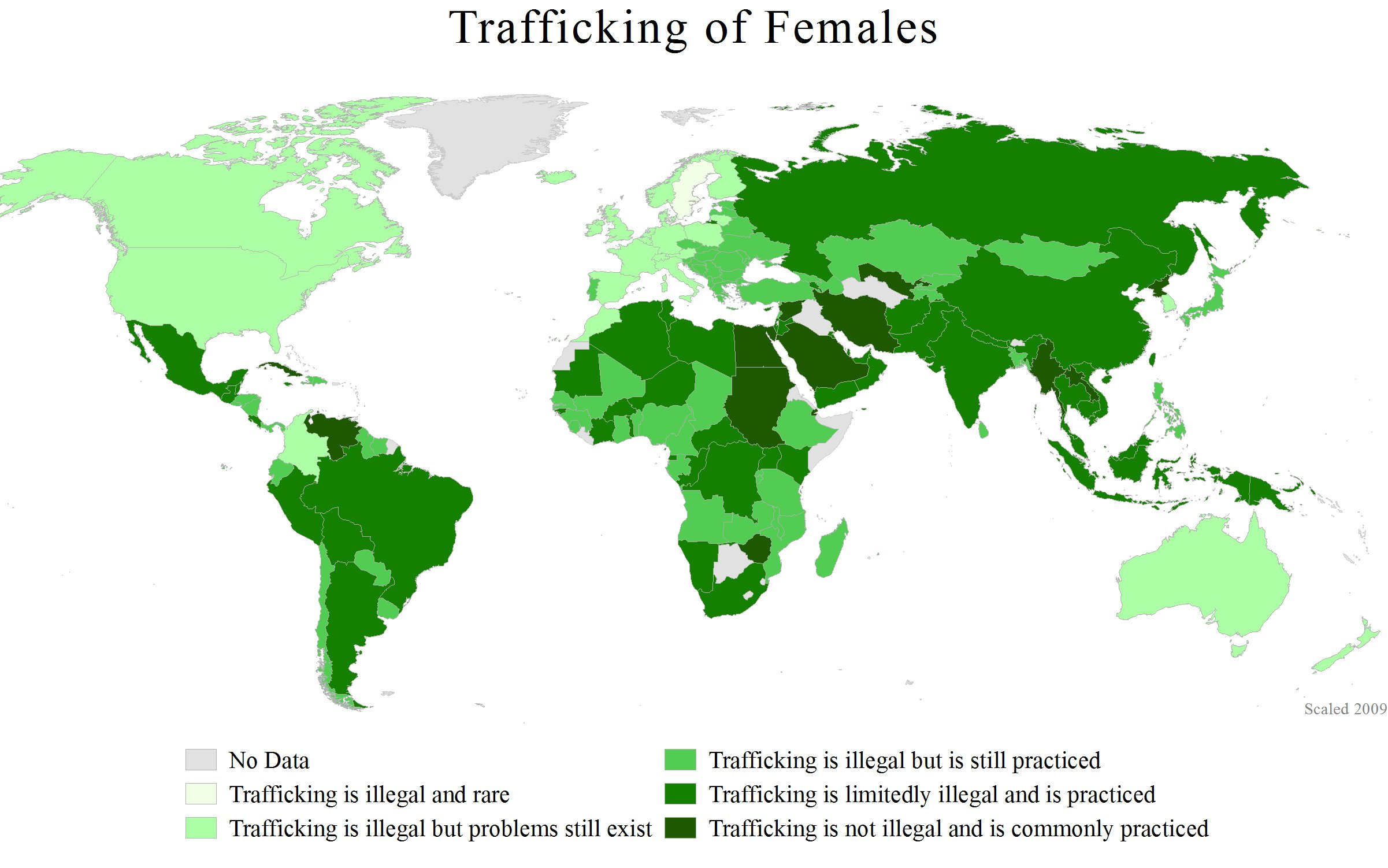
Um mapa mundial mostrando países por prevalência do tráfico de mulheres.

O tráfico sexual afeta 4,5 milhões de pessoas no mundo e 98% das vítimas são mulheres e crianças. A maioria das vítimas se encontram em situações de coação ou abusivas de modo que a fuga é difícil e perigosa.
O Departamento de Estado dos EUA publica periodicamente relatórios sobre o tráfico humano -- no qual o tráfico sexual é predominante -- classificando os países de acordo com o grau de esforço feito para acabar com o tráfico. Assim, os piores países nesse aspeto (conforme dados de 2021) são o Afeganistão,  Argélia, Myanmar, China, Comores, Cuba, Eritreia, Irão, Nicarágua, Coreia do Norte, Rússia, Sudão do Sul, Síria, Turquemenistão,  Venezuela,  Guiné-Bissau e Malásia.
Em Israel, cerca de duas mil jovens originárias da ex-URSS foram levadas à força nos últimos anos e obrigadas a prostituir-se. Em 2008, foi apontado que a Turquia se tornou um importante mercado para mulheres estrangeiras que são persuadidas e trazidas à força ao país pela máfia internacional para trabalhar como  escravas sexuais, especialmente nas grandes cidades turísticas.

## Aspecto histórico-jurídico

### Abordagem histórica e a evolução legislativa esparsa
Em se tratando da análise histórica do tráfico humano, faz-se necessário analisar a figura da escravidão.
O conceito de escravidão perpassa pelo enfoque central da transformação do homem em mercadoria, destruindo sua dignidade e retirando-o de seu seio social. O tráfico de pessoas, nesse contexto, é a subjugação de qualquer direito ou garantia em prol do lucro. Atualmente, apenas atrás do tráfico de armas e de drogas, o tráfico de pessoas é o que mais gera lucro. A origem do crime advém da crise e instabilidade entre o Estado e a própria sociedade, inspirando a existência de diversas discriminações e violências.
Historicamente, o desenvolvimento de uma legislação eficiente e aplicável demorou décadas, e ainda hoje, embora existam leis e regulamentações taxativas, não é o suficiente para coibir a prática criminosa. Ou seja: mesmo com a legislação nacional e internacional, o tráfico de pessoas é recorrente, lucrativo e reflete um passado escravagista.
O tráfico de pessoas não é fato novo: há relatos de escravização datados desde os primórdios da humanidade, nas primeiras civilizações que surgiram no Crescente Fértil, Mesopotâmia e às margens do Rio Nilo. À época, no entanto, a escravidão não tinha características determinantes: muitos dos escravizados eram presos de guerras, por dívidas e por crimes contra a ordem imposta. No Brasil, a escravidão teve data, cor e legitimação: começou logo nos primeiros anos da exploração territorial com a escravização de indígenas, e se consolidou com o tráfico de pessoas negras - muito lucrativo, aliás - oriundas, em maior parte, de países da costa oeste do continente Africano. A legitimação se deu inclusive pela Igreja Católica, que num segundo momento poupou os indígenas e priorizou os povos africanos, alegando que esses não eram dignos de aculturação à fé cristã e que nem sequer tinham alma.
Até a implementação da Lei 13.344, de 2016, muito se percorreu na tentativa de estancar o problema. A primeira lei que deu início a interrupção do escravagismo no Brasil partiu não daqui, mas da Inglaterra. A Lei Bill Aberdeen (1845) proibiu, em âmbito internacional, o tráfico de escravos. Embora possa existir, de fato, uma conscientização dos horrores da escravidão, é importante salientar que, naquele contexto, a Inglaterra emergia como uma potência industrial, e o trabalho assalariado já era mais importante do que o trabalho escravo. O escravo não consome, pois não recebe por trabalhar. O assalariado, sim. 
Nacionalmente, em 1850, por pressão inglesa, a Lei Eusébio de Queiroz proibiu a entrada de pessoas escravizadas em território nacional, mas não impediu que os que já haviam chegado continuassem na mesma situação de subjugação. Posteriormente, a Lei do Ventre Livre (1871) libertou os filhos de escravos que nasceram posteriormente à lei, mas não os pais. Em 1880, chegou a vez dos Sexagenários (Lei dos Sexagenários) serem libertos. A ironia, no entanto, é o fato de que a expectativa de vida dos escravos era inferior a 35 anos. Por fim, veio a Lei Áurea em 1888, que decretou a abolição definitiva, deixando os ex-escravizados à margem de mínima possibilidade de ascensão social.
Internacionalmente, várias foram as tentativas de conter o problema. A primeira regulamentação internacional surgiu com a proibição do tráfico na Convenção de Viena de 1814. Em seguida, outros instrumentos internacionais foram editados: a) 1910 – Convenção Internacional para a Repressão do Tráfico de Mulheres Brancas; b) 1921 – Convenção Internacional para a Repressão do Tráfico de Mulheres e Crianças); c) 1933 – Convenção Internacional para a Repressão do Tráfico de Mulheres Maiores; d) 1947 – Protocolo de Emenda à Convenção Internacional para a Repressão do Tráfico de Mulheres e Crianças e à Convenção Internacional para a Repressão do Tráfico de Mulheres Maiores (1947); e) 1949 – Convenção e Protocolo Final para a Repressão do Tráfico de Pessoas e do Lenocínio.
Atualmente, o tema é tratado por intermédio do Protocolo Relativo à Prevenção, Repressão e Punição do Tráfico de Pessoas, em Especial Mulheres e Crianças, conhecido como Protocolo de Palermo, de 9 de novembro de 1998, sendo ele o primeiro instrumento a delimitar consensualmente o que é tráfico de pessoas e o que se deve fazer a respeito disso.

## Evolução Histórico-Legislativa

### Aprofundamento da evolução legislativa atinente ao tema tráfico humano
Em se tratando da análise histórica da evolução legislativa, faz-se necessário analisar as menções que foram inseridas no Código Penal Brasileiro atinentes ao tema Tráfico de pessoas.
Historicamente, o termo Tráfico de Pessoas fez-se presente em diversos momentos, com uma legislação instável e diversas vezes, incapaz de lidar com tal agrave social, sendo definido como o recrutamento, transporte, transferência, abrigo ou recebimento de pessoas, através de ameaça e/ou uso da força ou através de coerção, rapto, fraude, engano, abuso de poder, etc., com intuito receber benefícios para obter o consentimento para uma pessoa ter controle sobre outra pessoa, com o propósito de exploração (ONU, 2003, Protocolo de Palermo). O tráfico de pessoas é um conceito que surgiu no âmbito jurídico no século XIX e que reapareceu entre nós no final do século XX, mas que anteriormente a esta época era tratado apenas como Lenocínio.
O termo lenocinium foi empregado pelos romanos na lex Julia de adulteriis coercendis (século I a.C.). Essa lei punia o marido que tirasse proveito do adultério praticado pela própria esposa ou que não repudiasse a adúltera pega em flagrante. O lenocínio ligado à prostituição começou a ser punido em Roma a partir do advento do Cristianismo (FRAGOSO, Heleno Cláudio. Lições de direito penal, p. 509). Mais tarde, durante a idade média, o lenocínio também era punido, inclusive com a pena capital, especialmente o praticado pelo pai ou marido em relação a seus filhos ou esposa (FRAGOSO, Heleno Cláudio. Lições de direito penal, p. 510). Galdino Siqueira (SIQUEIRA, Galdino. Direito penal brasileiro, v. 2, p. 491) afirma que, além dos castigos corporais, da prisão e do banimento, aplicavam-se também penas de ordem moral com publicidade. O autor menciona a capitular de Carlos Magno, de 802, que obrigava o rufião a carregar nas costas até a praça pública a mulher por ele prostituída.
No Brasil, as Ordenações Filipinas tratavam da matéria nos Títulos XXXII – Dos alcoviteiros, e dos que em suas casas consentem a mulheres fazerem mal de seus corpos – e XXXIII – Dos rufiões e mulheres solteiras –, podendo ser aplicada a pena de morte. O Código Criminal do Império, de 1830, não dispunha sobre a matéria. Já o Código Republicano, de 1890, dispunha sobre o lenocínio em capítulo próprio (arts. 277 e 278).
O Código Penal de 1940, com a redação alterada em 2009, dispõe sobre a matéria no Capítulo V do Título VI – Do lenocínio e do tráfico de pessoa para fim de prostituição ou outra forma de exploração sexual. A redação original, de 1940, era: do lenocínio e do tráfico de mulheres. Nesse capítulo, têm-se tipificados os seguintes delitos: mediação para servir a lascívia de outrem (art. 227), favorecimento da prostituição ou outra forma de exploração sexual (art. 228), manter estabelecimento em que ocorra exploração sexual (art. 229), rufianismo (art. 230) e tráfico internacional e interno de pessoa para fim de exploração sexual (arts. 231 e 231-A) - revogados pela inclusão da nova lei 13.344/2016.
Logo, portanto, foi a partir do século XX, que o tráfico de pessoas passou a receber mais relevância (VENSON; PEDRO, 2013). Na década de 1990, o conceito de tráfico de pessoas passou a não ser mais tratado como um mero crime organizado e internacional, tampouco como algo exclusivamente sexual, devido sua ampla esfera de direitos basilares sendo feridos, englobando quase todos os direitos humanos (SOARES, 2013). Ao analisar-se as questões de sustentabilidade desse comércio, Tatiana Félix (2013, pg 211), afirma que esse objeto de lucro segue existindo devido ao sólido mercado consumidor, sendo assim, trata a prevenção e conscientização da atitude atípica como de extrema necessidade. Complementando essa análise, Marcela Gironi (2017, pg 58) profere os ditos de que com forte negligência e indiferença social, o mundo contemporâneo acaba por aceitar a “forma moderna de escravidão”, tornando mais um produto de comércio e ciclo monetário. O Código Penal sofreu alterações diante de tantos parâmetros sociais e relevâncias, de modo que seu art. 149-A veio para ampliar a legislação, incluindo termos como agenciar, transportar, aliciar, dentre outros, além de caracterizar como ilícito também a grave ameaça, violência, coação, fraude ou abuso, dessa forma, consolidando como algo mais concreto, diminuindo as possibilidades de problemas jurídicos, entretanto, acabou por revogar os artigos anteriores, sendo eles, o art. 231 e 231-A. 
Seguindo nessa linha, uma análise promovida por Luiz Regis Prado (SOUZA, 2016) do art. 149-A do Código Penal, detalha que o bem jurídico protegido por essa nova jurisprudência faria referência a liberdade do indivíduo, impedindo o crime de analogia ao sistema de escravidão. A mudança contempla, além disso, com a avaliação referente à concordância da vítima, acrescentando que o agenciamento, aliciamento e entre outros termos, já contemplam a conduta ilícita, mediante grave ameaça, violência, coação, abuso, indo de oposição à vontade expressa ou tácita daquele envolvido.

### Análise jurídica da tipificação do tráfico humano: da Lei nº 2.992/1915 à Lei nº 13.344/2016
Faz-se necessário compreender as mudanças que o direito penal brasileiro teve sobre o tráfico humano. Para isso, analise-se a lei.
Lei n. 2.992/1915 e a tipificação do lenocínio e o tráfico de mulheres:
Art. 278 - Manter ou explorar casas de tolerância, induzir mulheres, quer abusando de sua fraqueza ou miséria, quer constrangendo-as por intimidações ou ameaças, a entregarem-se à prostituição, prestar, por conta própria ou de outrem, sob sua ou alheia responsabilidade, qualquer assistência ou auxílio ao comércio da prostituição.

Pena: prisão por um ou três anos e multa.
Nota-se que a lei buscava evitar a prostituição de mulheres. Destacando sempre como essencial ao crime o emprego de ameaça e coação. Código Penal de 1940, antes da redação da Lei nº 13.344/2016:
Art. 231 - Promover ou facilitar a entrada, no território nacional, de mulher que nele venha a  exercer a prostituição, ou a saída de mulher que vá exercê-la no estrangeiro. Pena: prisão, de três a oito anos.
Observa-se que ainda versava apenas sobre a mulher e a prostituição. Sobre o crime de redução a condição análoga à de escravo, com redação dada pela Lei nº 10.803, de 2003:
Art. 149 - Reduzir alguém à condição análoga à de escravo, quer submetendo-o a trabalhos forçados ou a jornada exaustiva, quer sujeitando-o a condições degradantes de trabalho, quer restringindo, por qualquer meio, sua locomoção em razão de dívida contraída com o empregador ou preposto. Pena: prisão, de dois a oito anos, e multa, além da pena correspondente à violência.
Estatuto da Criança e do Adolescente, Lei nº 8.069/1990 sobre o crime de adoção ilegal:
Art. 239 - Promover ou auxiliar a efetivação de ato destinado ao envio de criança ou adolescente para o exterior com inobservância das formalidades legais ou com o fito de obter lucro: Pena: prisão de quatro a seis anos, e multa.
Lei n. 9.434/1997, sobre a remoção ilegal de órgãos:
Art. 14 - Remover tecidos, órgãos ou partes do corpo de pessoa ou cadáver, em desacordo com as disposições desta Lei. Pena: prisão, de dois a seis anos, e multa, de 100 a 360 dias-multa.
Tráfico internacional de pessoas, anteriormente chamado de tráfico de mulheres e o tráfico interno de pessoas, pela Lei n. 11.106/2005:
[...] Promover, intermediar ou facilitar a entrada, no território nacional, de pessoa que venha exercer a prostituição ou a saída de pessoa para exercê-la no estrangeiro. Pena: prisão, de três a oito anos, e multa.

Art. 231-A - Promover, intermediar, ou facilitar, no território nacional, o recrutamento, o transporte, a transferência, o alojamento ou o acolhimento da pessoa que venha exercer a prostituição. 

Pena: prisão, de três a oito anos, e multa.
Com esses dispositivos foi observado o início da inclusão das outras formas de tráfico de pessoas (para a escravidão, de crianças e de órgãos) que não apenas a mulher e a prostituição. Em 2009, a Lei n. 12.015/2009 Retirou o verbo “intermediar”:
Art. 231 -  Promover ou facilitar a entrada, no território nacional, de alguém que nele venha a exercer a prostituição ou outra forma de exploração sexual, ou a saída de alguém que vá exercê-la no estrangeiro. Pena: prisão, de três a oito anos.
Por fim, a Lei n. 13.344/2016 alterou o Código Penal, unificando no artigo 149-A a atual redação do tipo penal:
149-A - Agenciar, aliciar, recrutar, transportar, transferir, comprar, alojar ou acolher pessoa, mediante grave ameaça, violência, coação, fraude ou abuso, com a finalidade de: 

I - remover-lhe órgãos, tecidos ou partes do corpo; 
II - submetê-la a trabalho em condições análogas à de escravo; 
III - submetê-la a qualquer tipo de servidão; 
IV - adoção ilegal; ou 
V - exploração sexual. 

Pena: prisão, de quatro a oito anos, e multa.

## A Lei n. 13.344/2016
A deficiência da legislação penal sobre o tráfico de pessoas que estava vigente anteriormente à lei n. 13.344/2016, que estabeleceu uma unidade racional e sistemática ao tipo penal em questão, contribuindo para a resolução do problema de “crimes espalhados”. Isto é, o tráfico de pessoas, propriamente dito, estava “dividido” entre outros tipos penais como crime de redução a condição análoga à escravidão, aliciamento de trabalhador para fins de emigração, crimes de exploração sexual ou extração de órgãos e adoção ilegal de menores.
Com a adesão do Brasil ao “Protocolo Adicional à Convenção das Nações Unidas contra o Crime Organizado Transnacional Relativo à Prevenção, Repressão e Punição do Tráfico de Pessoas”, sobreveio a Lei n. 13.344/2016, que alterou o Código Penal, criando uma nova política criminal baseada na unificação das formas de cometimento de tráfico de pessoas sob uma única definição. Com efeito, revogaram-se os artigos 231 e 231-A, de forma que, atualmente, o artigo que versa sobre o conteúdo do tipo penal cerne da problemática apresentada até aqui é o 149-A. Contudo, se de um lado elogiável se faz a sistematização em questão, por outro são necessárias ressalvas quanto à questão controvertida sobre uma possível abolição do crime (abolitio criminis), porquanto a nova redação que trata do crime prezou pela necessidade da existência de emprego, por parte do agente, de grave ameaça, violência, coação, fraude ou abuso, condicionantes estas que não estavam previstas na tipificação esparsa anterior.
Leia-se a redação do crime de tráfico de pessoas no artigo 149-A, dada pela Lei 13.344/20164:
149-A - Agenciar, aliciar, recrutar, transportar, transferir, comprar, alojar ou acolher pessoa, mediante grave ameaça, violência, coação, fraude ou abuso, com a finalidade de: 

I - remover-lhe órgãos, tecidos ou partes do corpo; 
II - submetê-la a trabalho em condições análogas à de escravo; 
III - submetê-la a qualquer tipo de servidão; 
IV - adoção ilegal; ou 
V - exploração sexual. 

Pena: prisão, de quatro a oito anos, e multa.

## Abolitio Criminis: uma visão crítica
Traçadas as variações do referido tipo penal ao longo da história brasileira, torna-se possível observar a forma de enfrentamento deste mal pelo legislador. Demonstra-se um viés amplo, abrangendo diversas proteções à pessoa humana. A exemplo, a dignidade da pessoa humana, a não discriminação, a transversalidade das dimensões de gênero, a orientação sexual, atenção a vítima e uma preocupação com a criança e do adolescente. Tais proteções tiveram, também, fortes influências  e diálogo com órgãos internacionais do sistema de justiça e segurança pública.
No ordenamento brasileiro, nota-se a adoção de medidas que bloqueiam movimentações financeiras e a aplicação subsidiária da Lei de Organização Criminosa, visto que os crimes tipificados no art. 149-A normalmente envolvem diversas pessoas e esquemas para a prática de tal delito. Ainda, mostra-se de enorme importância a atuação da polícia e do Ministério Público, que ganharam maior força de atuação.
O bem jurídico tutelado por este artigo é a liberdade e a dignidade da pessoa humana, pois o tráfico sempre é feito mediante violência, grave ameaça, coação, fraude ou abuso. Sendo um profundo desrespeito à integridade moral, pois a pessoa é tratada como um objeto com finalidade de uso que é traficada.
Agora, buscando analisar comparativamente a redação atual do crime com as anteriores, constata-se que antes nada era dito sobre a concordância ou ciência da vítima para saída do país e a consequente prostituição. Entretanto, com a nova redação legal, os meios executórios do crime estão tipificados com a ocorrência mediante ameaça, violência, fraude, coação ou abuso - contra a vontade da vítima.
Isso gera certa dúvida. Explicando, antes da atual redação, certamente se uma pessoa “A” promovesse a saída de “B” e “C” do país para a prostituição, seria configurado crime segundo o artigo 231-A, do CP, sendo que a violência, ameaça ou fraude apenas agravariam o crime. Entretanto, com a redação corrente, caso “A” não participe de organização criminosa e não empregue violência, ameaça ou fraude, pode-se, em análise inicial, entender que houve a abolitio criminis, vez não preenchidos os requisitos para o crime.

Porém, os termos “abuso” e “coação” devem ser analisados com mais atenção. Analisando:
1) Sobre o abuso
Com a promoção da ida ao exterior para a prostituição, “A” teve custas para emitir os passaportes, passagens e outras despesas, logo dá-se a entender que ele abusou da situação financeira vulnerável de  “B” e “C”, haja vista que há expectativa de devolução dos valores gastos originados da futura prostituição. Ressalta-se que a vulnerabilidade maximiza os riscos de vitimização pelo tráfico de pessoas. Em outras palavras, há o abuso da situação de vulnerabilidade econômica. 
2) Sobre a coação
Há coação moral (seja resistível ou irresistível) para que “B” e “C” devolvam as despesas de “A” com seus ganhos da prostituição.

Assim, por essas duas análises, descarta-se a possível abolição do crime. Correlaciona-se, então, com a redação legal de 1915, no qual o abuso é similar a abusar da “fraqueza e miséria” e a coação, vinculada à coação “devida às dívidas contraídas”.